# Queizán (Navia de Suarna)
Queizán (llamada oficialmente Santiago de Queizán) es una parroquia y una aldea española del municipio de Navia de Suarna, en la provincia de Lugo, Galicia.

## Organización territorial
La parroquia está formada por seis entidades de población, constando cinco de ellas en el anexo del decreto en el que se aprobó la actual denominación oficial de las entidades de población de la provincia de Lugo:
- Liñares
- Louxas
- Méixamo
- Pedreira (A Pedreira)
- Queizán
- Villarguende (Vilarguende)

## Demografía

### Parroquia
| Gráfica de evolución demográfica de Queizán (parroquia) entre 2000 y 2020 |
|                                                                           |
| Datos según el nomenclátor publicado por el INE.                          |

### Aldea
| Gráfica de evolución demográfica de Queizán (aldea) entre 2000 y 2020 |
|                                                                       |
| Datos según el nomenclátor publicado por el INE.                      |